# آزمایشگاه تحقیقات نیروی هوایی (ایالات متحده آمریکا)
آزمایشگاه تحقیقات نیروی هوایی (به انگلیسی: Air Force Research Laboratory) نام واحدی تحقیقاتی در نیروی هوایی کشور ایالات متحده آمریکا است زیر نظر فرماندهی تجهیزات نیروی هوایی اداره می‌شود. این واحد که از نیروهای نظامی و غیر نظامی تشکیل شده وظیفه تحقیقات در زمینه‌های هوافضا، تکنولوژی روز را دارد و این واحد مسئول برنامه‌ریزی و پیاده‌سازی برنامه علمی نیروی هوایی آمریکا نیز است. بودجه این سازمان در سال ۲۰۰۶ مبلغی در حدود ۲٫۴ بیلیون دلار بود.